# Memnonia consobrina
Memnonia consobrina är en insektsart som beskrevs av Ball 1900. Memnonia consobrina ingår i släktet Memnonia och familjen dvärgstritar. Inga underarter finns listade i Catalogue of Life.